# Центр сучасного мистецтва в Уяздовському замку
Центр сучасного мистецтва «Замок Уяздовський» (пол. Centrum Sztuki Współczesnej – Zamek Ujazdowski) — державна культурна установа, розташована у Варшаві, в історичній будівлі замку Уяздовського. Заснована у 1985 році.
Діяльність центру зосереджена на створенні, презентації та документуванні сучасного мистецтва, як польського, так і міжнародного. Установа є важливим простором для міждисциплінарних мистецьких ініціатив, включаючи виставки, перформанси, резиденційні програми, освітні проєкти та архівну діяльність, що сприяє розвитку сучасної художньої сцени.

## Міжнародна колекція сучасного мистецтва
У 1992, 1994 та 1996-1997 роках Центр сучасного мистецтва «Замок Уяздовський» представив три часткові презентації Міжнародної колекції сучасного мистецтва. Повна версія колекції була офіційно відкрита для публіки 20 грудня 2002 року, і надалі планується її поступове розширення новими творами.
Колекція сформована переважно на основі робіт, що були представлені на майже 600 виставках, організованих Центром із 1990 року. Загальний обсяг колекції становить близько 100 творів сучасного мистецтва.

## «Обіег» та «Артмікс»
Центр сучасного мистецтва «Замок Уяздовський» є видавцем польського журналу про сучасне мистецтво Obieg, що виходить з 1987 року. З 2004 року видання також доступне в онлайн-форматі через однойменний інтернет-портал.
У різні роки посаду головного редактора журналу обіймали: Пйотр Ріпсон (1990–1994, 1994–2004), Адам Мазур (2004–2011), Гжегож Борковський (2011–2015), Кшиштоф Гутфранський (2015–2020) та Пйотр Бернатович (2020–2024).
У 2004–2015 роках із друкованою та електронною версіями журналу були пов’язані такі діячі сучасного мистецтва, як Гжегож Борковський, Марцін Красний, Адам Мазур, Александра Полісевич, Якуб Банасяк, Ян Козбель та Сабіна Вінклер-Соколовська.
Одним із постійних розділів журналу Obieg у 2004–2015 роках був портал Artmix — окреме онлайн-видання, присвячене сучасному мистецтву, що діяло під цією назвою до 2006 року.
Центр сучасного мистецтва «Замок Уяздовський» є осередком польського відділення Міжнародної асоціації арт-критиків (AICA).